# 势不可挡
《勢不可擋》是2023年由愛奇藝安可工作室、一佐一佑製作的百人身体竞技真人秀，由李晨担任全民体能创势人，苏炳添、张伟丽等担任势能官。本節目將邀請一百名體格強健的參賽者，在体能、意志、谋略等重重考验下，最终决出1位冠军成为年度“最强身体”。

## 外部連結
- 势不可挡的新浪微博